# 174 aC
El 174 aC va ser un any del calendari romà prejulià. Durant la República i l'Imperi Romà es coneixia com l'Any del Consolat d'Albí i Escèvola o també any 580 Ab urbe condita o de la fundació de la ciutat). L'ús del nom «174 aC» per referir-se a aquest any es remunta a l'alta edat mitjana, quan el sistema Anno Domini va ser el mètode de numeració dels anys més comú a Europa.

## Esdeveniments

### Antiga Grècia
- Xenarc d'Acaia, cap de la Lliga Aquea, proposa aliar-se amb Perseu de Macedònia per lluitar contra Roma. Cal·lícrates de Leòntion s'hi oposa fermament.[2]

### Antiga Roma
- Aquest any són elegits cònsols Espuri Postumi Albí Pàulul i Quint Muci Escèvola.[3] No es coneix res de les activitats d'aquests cònsols, ni a quines províncies van destinats, degut a les llacunes del llibre de Titus Livi Ab Urbe Condita.
- Els censors romans ordenen que s'aixequin unes muralles a la ciutat d'Àuximum, al Picè, conquerida uns anys abans, per la seva bona situació estratègica.[4]

### Hispània
- Publi Furi Fil és nomenat pretor de la Hispània Citerior. A la seva tornada és acusat pels provincials de repetundae (extorsió). Cató el Vell declara contra seu en una primera vista. El judici s'ajorna.[5]

### Àsia
- Els xiongnu, una ètnia de la que se'n saben poques coses però que podrien ser els huns, encapçalats pel seu rei Lao-xang, ataquen els tocaris i maten al seu sobirà. El rei dels xiongnu, amb el cap del rei dels tocaris, en fa una copa de crani i l'usa per celebrar el triomf. Els tocaris han d'emigrar més enllà de Gansu.[6]

## Necrològiques
- En honor de Tit Quinti Flaminí, (que potser havia mort l'any anterior, 175 aC) es celebren a Roma uns magnífics Jocs Fúnebres.[7]
- Moren per una plaga de pesta a Roma Gneu Servili Cepió cònsol l'any 203 aC, Tiberi Semproni Llong, cònsol el 193 aC i Publi Eli Petus, cònsol el 201 aC. També mor per aquesta pesta el Curió (cap de la Cúria) Gai Mamili Vítul.[8]